# Дем'яненко Микола Терентійович
Микола Терентійович Дем'яненко (нар. 19 грудня 1930, село Новоіванівка Хорольського району Полтавської області) — український радянський діяч, голова колгоспу імені Шевченка Миргородського району Полтавської області. Депутат Верховної Ради УРСР 11-го скликання.

## Біографія
Закінчив Полтавський сільськогосподарський інститут.
У 1954—1965 роках — головний агроном колгоспу імені Шевченка Миргородського району Полтавської області.
Член КПРС з 1958 року.
З 1965 року — голова колгоспу імені Шевченка села Хомутець Миргородського району Полтавської області.
Потім — на пенсії в селі Хомутець Миргородського району Полтавської області.

## Нагороди
- ордени
- медалі
- заслужений працівник сільського господарства Української РСР